# Arista Networks
Arista Networks (NYSE: ANET') er en amerikansk computernetværksvirksomhed med hovedkvarter i Santa Clara, Californien. Virksomheden designer og producerer netværksswitche til datacentre, cloudcomputing, supercomputere, osv.